# Jan-Ove Waldner
Jan-Ove Waldner (født 3. oktober 1965 i Stockholm) er en svensk bordtennisspiller. Han er blevet verdensmester to gange, europamester én gang og olympisk mester i single én gang . Han regnes som en af de mest fremtrædende bordtennisspillere gennem tiderne.
I 1992 blev han tildelt Svenska Dagbladets guldmedalje.